# Arrecife
Arrecife er en by og kommune i det sydvestlige Spanien på øen Lanzarote i provinsen Las Palmas, De Kanariske Øer. Den har et indbyggertal på 68.169 (2024) indbyggere.
Arrecife har været hovedstaden på øen Lanzarote siden 1852.
Navnet kommer fra revet på stranden; Arrecife er spansk for rev.
Færgerute findes til Cádiz.